# Dancing with the Stars (Hoa Kỳ - mùa 12)
Dancing with the Stars đã trở lại ở mùa giải thứ 12 và ngày 3 tháng 1 năm 2016. Carrie Ann Inaba, Bruno Tonioli, và Len Goodman tiếp tục với vai trò giám khảo, còn Tom Bergeron và Brooke Burke vẫn là những người dẫn chương trình. Thành viên Liên đoàn bóng đá quốc gia (NFL) Hines Ward đã vượt qua diễn viên đoạt Giải Emmy Kirstie Alley và ngôi sao kênh Disney Chelsea Kane, những người lần lượt về nhì và ba để giành chién thắng.

## Tổng quan
Trên trang web chính thức, một bài đã giới thiệu cho mọi người các nhân vật nổi tiếng mà họ muốn nhìn thấy trong mùa giải thứ 12 của chương trình thông qua ý kiến.
Vũ công chuyên nghiệp Derek Hough, người đương nhiệm chức vô địch, đã không trở lại trong mùa thứ 12 để tham gia một bộ phim nhưng anh sẽ tiếp tục ở mùa 13.
Dàn diễn viên được tiết lộ vào ngày 28 tháng 2 năm 2011, trong chương trình The Bachelor, and the professional partners were revealed on ngày 2 tháng 3 năm 2011.
Nghệ sĩ Hip hop Romeo, một thí sinh của mùa 12, từng đăng ký tham gia mùa giải 2, nhưng đã bị chấn thương trước khi mùa giải bắt đầu và được thay thế bởi bố của anh ấy, Master P.
Romeo & Chelsie cùng Chelsea & Mark là những cặp thí sinh đầu tiên nhận được điểm 10 từ giám khảo vào tuần thứ 6. (Đây là điểm 10 đầu tiên mà nữ chuyên nghiệp Chelsie Hightower đã nhận được trong suốt các phần thi cá nhân mà cô tham gia cùng những bạn nhảy từ mùa giải thứ 8.)
Vũ điệu Salsa đã trở lại trong mùa giải này 12 ở tuần thứ 8. Lần cuối cùng điệu này được nhảy trước đây là mùa giải 9.
Số điểm 30⁄30 đầu tiên được trao cho Hines & Kym ở tuần 9, là số điểm hoàn hảo đầu tiên xuất hiện muộn nhất trong suốt các mùa giải, cũng giống như Mario Lopez ở mùa giải thứ ba, tuần 9.
Mùa giải này đánh dấu sự việc thí sinh có số điểm hoàn hảo trong phần thi freestyle, Chelsea & Mark, mà kết quả chỉ đứng thứ ba của cuộc thi.
Mỗi cặp thí sinh nằm trong Top 3 đều chưa trình diễn một vũ điệu. Chelsea & Kirstie chưa học điệu Tango còn Hines chưa học điệu Waltz.
Mùa giải này đánh dấu lần thứ tư mỗi chuyên nghiệp Mark, Kym và Maks có bạn nhảy trong Top 3.

## Các cặp thí sinh
| Người nổi tiếng   | Nghề nghiệp                                                      | Bạn nhảy chuyên nghiệp | Số báo danh | Kết quả                      |
| ----------------- | ---------------------------------------------------------------- | ---------------------- | ----------- | ---------------------------- |
| Mike Catherwood   | Người dẫn chương trình Radio                                     | Lacey Schwimmer        | 3410        | Bị loại (I) đêm 29/3/2011    |
| Wendy Williams    | Người dẫn chương trình truyền hình                               | Tony Dovolani          | 3402        | Bị loại (II) đêm 5/4/2011    |
| Sugar Ray Leonard | Võ sĩ quyền anh chuyên nghiệp đã nghỉ hưu                        | Anna Trebunskaya       | 3406        | Bị loại (III) đêm 12/4/2011  |
| Petra Němcová     | Siêu mẫu                                                         | Dmitry Chaplin         | 3404        | Bị loại (IV) đêm 19/4/2011   |
| Chris Jericho     | Đô vật của WWE, nhạc sĩ                                          | Cheryl Burke           | 3409        | Bị loại (V) đêm 26/4/2011    |
| Kendra Wilkinson  | Người mẫu Playboy, ngôi sao của chương trình truyền hình thực tế | Louis Van Amstel       | 3407        | Bị loại (VI) đêm 3/5/2011    |
| Romeo             | Rapper, diễn viên                                                | Chelsie Hightower      | 3405        | Bị loại (VII) đêm 10/5/2011  |
| Ralph Macchio     | Diễn viên                                                        | Karina Smirnoff        | 3408        | Bị loại (VIII) đêm 17/5/2011 |
| Chelsea Kane      | Diễn viên Disney Channel                                         | Mark Ballas            | 3401        | Về ba đêm 24/5/2011          |
| Kirstie Alley     | Diễn viên                                                        | Maksim Chmerkovskiy    | 3411        | Về nhì đêm 24/5/2011         |
| Hines Ward        | Thành viên đội bóng bầu dục Pittsburgh Steelers                  | Kym Johnson            | 3403        | Chiến thắng đêm 24/5/2011    |

## Bảng điểm
| Cặp thí sinh     | Vị trí | 1  | 2  | 1+2 | 3  | 4  | 5  | 6  | 7 *      | 8        | 9           | 10          |
| ---------------- | ------ | -- | -- | --- | -- | -- | -- | -- | -------- | -------- | ----------- | ----------- |
| Hines & Kym      | 1      | 21 | 23 | 44  | 25 | 25 | 27 | 27 | 30+36=66 | 28+26=54 | 30+30+0=60  | 29+30+30=89 |
| Kirstie & Maks   | 2      | 23 | 20 | 43  | 21 | 22 | 23 | 26 | 30+30=60 | 28+25=53 | 27+27+0=54  | 27+27+30=84 |
| Chelsea & Mark   | 3      | 21 | 18 | 39  | 23 | 26 | 26 | 28 | 30+34=64 | 29+26=55 | 28+30+15=73 | 29+30+30=89 |
| Ralph & Karina   | 4      | 24 | 21 | 45  | 21 | 25 | 22 | 24 | 30+36=66 | 25+21=46 | 25+23+0=48  |             |
| Romeo & Chelsie  | 5      | 19 | 23 | 42  | 20 | 23 | 26 | 28 | 30+30=60 | 27+25=52 |             |             |
| Kendra & Louis   | 6      | 18 | 19 | 37  | 23 | 18 | 22 | 25 | 30+31=61 |          |             |             |
| Chris & Cheryl   | 7      | 19 | 23 | 42  | 21 | 23 | 26 | 22 |          |          |             |             |
| Petra & Dmitry   | 8      | 18 | 18 | 36  | 25 | 23 | 22 |    |          |          |             |             |
| Sugar Ray & Anna | 9      | 17 | 17 | 34  | 20 | 21 |    |    |          |          |             |             |
| Wendy & Tony     | 10     | 14 | 17 | 31  | 15 |    |    |    |          |          |             |             |
| Mike & Lacey     | 11     | 13 | 17 | 30  |    |    |    |    |          |          |             |             |

Số màu đỏ là điểm thấp nhất của mỗi phần thi.
Số màu xanh là điểm cao nhất của mỗi phần thi.
Số màu đen tô đậm được tô cho tất cả cặp thí sinh khi điểm của họ bằng nhau trong phần thi.
     Cặp thí sinh bị loại của tuần.
     Cặp thí sinh cuối cùng được gọi tên an toàn.
     Cặp thí sinh trong nhóm nguy hiểm nhưng được an toàn.
     Cặp thí sinh chiến thắng.
     Cặp thí sinh về nhì.
     Cặp thí sinh về ba.
- ^*  Tuần này có thêm sự xuất hiện của một giám khảo khách mời là Donnie Burns nên số điểm cao nhất mà mỗi cặp đôi có thể nhận được ở mỗi phần thi là 40.

- Tuần 1: Trong tuần đầu tiên, Ralph & Karina đứng hạng nhất trên bảng xếp hạng với 24⁄30 điểm cho bài Foxtrot. Mike & Lacey đứng hạng chót vì chỉ đạt 13⁄30 điểm cũng ở điệu nhảy đó.
- Tuần 2: Ở tuần này, Chris & Cheryl, Romeo & Chelsie và Hines & Kym cùng đứng hạng nhất với 23⁄30 điểm đều ở điệu Quickstep. Dù sao Ralph và Karina vẫn có tổng số điểm cả hai tuần cao nhất với 45⁄60 điểm. Wendy & Tony, Sugar Ray & Anna và Mike & Lacey đều đứng hạng chót cho riêng phần thi thứ hai 17⁄30. Mike & Lacey có số điểm tổng thấp nhất chỉ 30⁄60 và là cặp thí sinh đầu tiên bị loại của mùa giải 12.
- Tuần 3: Những người nổi tiếng được chọn bài hát của họ cho Tuần lễ chuyện riêng (Personal Story Week). Petra & Dmitry và Hines & Kym nhận được điểm 9 đầu tiên của mùa giải ở vũ điệu Waltz và Samba theo thứ tự và cùng đứng nhất với 25⁄30 điểm. Wendy & Tony chỉ nhận được 15⁄30 điểm cho bài nhảy Foxtrot và bị loại.
- Tuần 4: Những người nổi tiếng đều phải nhảy trên nền nhạc cổ điển ở tuần này (Classical Week). Chelsea & Mark đứng hạng nhất trong bảng điểm với 26⁄30 cho bài Viennese Waltz theo phong cách phim Harry Potter. Kendra & Louis ở hạng chót với 18⁄30 điểm cũng ở điệu Viennese Waltz. Chelsea Kane bị sốc khi rơi vào vòng nguy hiểm khi đang đứng nhất bảng. Sugar Ray Leonard đã bị loại mặc dù nhận được số điểm tốt nhất từ trước tới nay của mình 21⁄30.
- Tuần 5: Chủ đề cho tuần thi này là Tuần Mỹ (American Week) và các cặp thí sinh phải nhảy trên những bài hát có nói đến nước Mỹ. Hines & Kym đã trở lại với vị trí nhất bảng 27⁄30 điểm cho bài rumba. Romeo & Chelsie, Chris & Cheryl và Chelsea & Mark đều đứng thứ nhì với 26⁄30 điểm. Ralph & Karina, Petra & Dmitry và Kendra & Louis đồng hạng chót ở 22⁄30. Petra và Dmitry đã bị loại.
- Tuần 6: Các cặp thí sinh phải nhảy trên những bài hát "Thư giãn có trách nhiệm" (Guilty Pleasure Week). Chelsea & Mark và Romeo & Chelsie nhận được điểm 10 đầu tiên từ giám khảo Carrie Ann cho bài nhảy Quickstep và Waltz theo thứ tự, đồng hạng nhất với 28⁄30. Chris Jericho tìm thấy tên mình ở vị trí chót của bảng xếp hạng với 22⁄30 điểm cho bài nhảy Tango. Chris & Cheryl đã bị loại.
- Tuần 7: Tuần này là Tuần Ballroom (Ballroom Greats). Donnie Burns là giám khảo khách mời. Cuộc thi bắt đầu với phần thi theo đội (Team Dance) điệu Cha-Cha, đội Chelsea và đội Hines, đều chỉ đạt được 30⁄40 điẹu. Thật ra, đây là lần đầu tiên trong lịch sự cuộc thi, hai đội thi trong cùng một mùa giải mà có số điểm ngang nhau. Trở lại vị trí đầu bảng, ở phần thi cá nhân, Ralph & Karina đã nhận được điểm 10 đầu tiên của mình từ giám khảo Donnie và đạt được tổng cộng 36⁄40 điểm từ 4 giám khảo cho bài Quickstep. Hines & Kym đồng thời cũng nhận được điểm 10 đầu tiên của mình từ giám khảo Bruno cho bài Tango và cũng đạt được 36⁄40 điểm. Sau cả hai phần thi, Hines & Kym và Ralph & Karina đồng hạng nhất với tổng 66⁄80 điểm. Romeo & Chelsie và Kirstie & Maks đồng hạng chót lần đầu tiên trong suốt mùa giải, cùng với 60⁄80 điểm. Kendra & Louis đã bị loại khỏi cuộc thi dù không đứng chót.
- Tuần 8: "Bài nhảy bất chợt" (The Instant Dance) đã quay trở lại ở vòng thi Latin. Chelsea & Mark đã nhận được số điểm cao nhất của cuộc thi cho tới giờ, 29⁄30 điểm cho bài nhảy Waltz. Kirstie & Maks nhận được điểm 10 đầu tiên từ giám khảo Bruno cho bài nhảy Argentine Tango. Ralph không may bị chấn thương ở đầu gối trong suốt tuần thi và rớt xuống hạng chót với tổng điểm 46⁄60 cho đêm thi. Chelsea & Mark đứng hạng nhất lần thứ ba trong cuộc thi với 55⁄60 điểm. Romeo & Chelsie đã bị loại dù không ở hạng chót.
- Tuần 9: Đêm bán kết của cuộc thi, ở phần thi Standard, Hines & Kym nhận được số điểm hoàn hảo 30⁄30 cho bài nhảy Argentine Tango. Ralph & Karina đứng hạng chót 25⁄30 điểm cũng ở điệu này. Ở vòng thi Latin, Chelsea và Mark nhận được số điểm hoàn hảo đầu tiên của họ với bài Rumba, còn Hines & Kym vẫn tiếp tục nhận được 30⁄30 điểm cho bài nhảy Salsa. Vòng thi "Người chiến thắng trong điệu Cha-Cha" (Winner Take All Cha-Cha) bắt đầu với phần thi đấu giữa Hines & Kym và Ralph & Karina. Hines và Kym đã vượt qua. Vòng tiếp theo giữa Chelsea & Mark đấu với Kirstie & Maks, Chelsea & Mark đã vượt qua. Ở vòng thi cuối cùng, Chelsea & Mark nhận được 15 điểm thưởng và trở thành "Người chiến thắng trong vũ điệu Cha-Cha", đưa họ lên hạng nhất của đêm thi với 73⁄75 điểm. Ralph & Karina ở hạng chót 48⁄60 điểm, và họ đã bị loại vào đêm Thứ Ba.
- Tuần 10: Đêm chung kết bắt đầu với một tiếng đồng hồ ngày Thứ Hai. Mỗi cặp thí sinh phải nhảy một điệu do giám khảo chọn lựa (Judge's Choice), nghĩa là họ sẽ chọn ra điệu nhảy mà họ cảm thấy phù hợp, có khả năng nhảy tốt cho từng cặp nhảy, và vòng thi nhảy Freestyle (Tự do). Chelsea & Mark và Hines & Kym nhận được 29⁄30 điểm cho phần thi điệu nhảy do giám khảo chọn với điệu Samba và Quickstep theo thứ tự. Kirstie & Maks đồng thời cũng nhảy Samba nhưng chỉ được 27⁄30 điểm. Ở vòng thi Freestyle, Chelsea & Mark và Hines & Kym cùng nhận được số điểm hoàn hảo 30⁄30 và đồng hạng nhất trong đêm thứ nhất ở 59⁄60 điểm. Kirstie & Maks vẫn tiếp tục chỉ nhận được 27⁄30 điểm cho bài thi Freestyle, đẩy họ xuống hạng chót với 54⁄60 điểm. Ở đêm thứ 2, các cặp thí sinh được nhảy lại một điệu nhảy mà họ yêu thích trong suốt mùa giải. Chelsea & Mark chọn bài nhảy Viennese Waltz trong tuần 4, Kirstie & Maks với bài Cha-Cha-Cha từ tuần 1, và Hines & Kym đã chọn bài Samba ở tuần 3. Mỗi cặp đều nhận được số điểm hoàn hảo 30⁄30 ở vòng này. Kết quả xếp chung, Chelsea & Mark vô cùng bất ngờ khi bị loại và chỉ đứng hạng ba, mặc dù đồng hạng nhất với Hines & Kym về phần điểm của giám khảo với 89⁄90 điểm. Đây là trường hợp duy nhất diễn ra trong lịch sử khi trong đêm chung kết, cặp thí sinh có số điểm của ban giám khảo cao nhất lại chỉ đứng hạng ba. Cuối cùng, sau 10 tuần của cuộc thi, Kirstie & Maks được công bố về nhì, còn Hines & Kym đăng quang ngôi vô địch mùa giải thứ 12 của chương trình.

Đây là lần thứ 2 chuyên nghiệp Kym chiến thắng, lần đầu tiên là với Donny Osmond ở mùa giải 9.

## Màn trình diễn cao điểm nhất và thấp điểm nhất
Màn trình diễn cao điểm nhất và thấp điểm nhất được đánh giá dựa trên số điểm của ban giám khảo:
| Vũ điệu                                       | Xuất sắc nhất           | Điểm số | Kém nhất                               | Điểm số |
| --------------------------------------------- | ----------------------- | ------- | -------------------------------------- | ------- |
| Foxtrot                                       | Hines Ward              | 28      | Mike Catherwood                        | 13      |
| Cha Cha Cha                                   | Kirstie Alley           | 30      | Wendy Williams                         | 14      |
| Jive                                          | Hines Ward              | 26      | Mike Catherwood Sugar Ray Leonard      | 17      |
| Quickstep                                     | Hines Ward              | 29      | Wendy Williams                         | 17      |
| Rumba                                         | Chelsea Kane            | 30      | Romeo                                  | 20      |
| Samba                                         | Hines Ward              | 30      | Ralph Macchio                          | 22      |
| Waltz                                         | Chelsea Kane            | 29      | Kirstie Alley                          | 22      |
| Paso Doble                                    | Kirstie Alley           | 27      | Sugar Ray Leonard                      | 20      |
| Viennese Waltz                                | Chelsea Kane            | 30      | Kendra Wilkinson                       | 18      |
| Tango                                         | Hines Ward Romeo        | 27      | Chris Jericho                          | 22      |
| Argentine Tango                               | Hines Ward              | 30      | Ralph Macchio                          | 25      |
| Salsa                                         | Hines Ward              | 30      | Ralph Macchio                          | 23      |
| Người chiến thắng trong điệu nhảy Cha Cha Cha | Chelsea Kane            | 15      | Hines Ward Kirstie Alley Ralph Macchio | 0       |
| Freestyle                                     | Hines Ward Chelsea Kane | 30      | Kirstie Alley                          | 27      |

## Điểm trung bình
| Xếp hạng điểm trung bình | Vị trí | Cặp thí sinh     | Tổng số điểm | Số điệu nhảy | Điểm trung bình |
| ------------------------ | ------ | ---------------- | ------------ | ------------ | --------------- |
| 1                        | 1      | Hines & Kym      | 401          | 15           | 26.7            |
| 2                        | 3      | Chelsea & Mark   | 392          | 15           | 26.1            |
| 3                        | 2      | Kirstie & Maks   | 370          | 15           | 24.7            |
| 4                        | 5      | Romeo & Chelsie  | 236          | 10           | 23.6            |
| 5                        | 4      | Ralph & Karina   | 279          | 12           | 23.3            |
| 6                        | 7      | Chris & Cheryl   | 134          | 6            | 22.3            |
| 7                        | 6      | Kendra & Louis   | 171          | 8            | 21.4            |
| 8                        | 8      | Petra & Dmitry   | 106          | 5            | 21.2            |
| 9                        | 9      | Sugar Ray & Anna | 75           | 4            | 18.8            |
| 10                       | 10     | Wendy & Tony     | 46           | 3            | 15.3            |
| 11                       | 11     | Mike & Lacey     | 30           | 2            | 15.0            |

## Điểm tốt nhất và kém nhất của mỗi cặp thí sinh
| Cặp thí sinh     | Điệu nhảy có điểm cao nhất                      | Điệu nhảy có điểm thấp nhất       |
| ---------------- | ----------------------------------------------- | --------------------------------- |
| Hines & Kym      | Argentine Tango, Salsa, Freestyle, & Samba (30) | Cha-Cha-Cha (21)                  |
| Kirstie & Maks   | Cha-Cha-Cha (30)                                | Quickstep (20)                    |
| Chelsea & Mark   | Rumba, Freestyle, & Viennese Waltz (30)         | Jive (18)                         |
| Ralph & Karina   | Quickstep (26)                                  | Jive, Rumba, & Cha-Cha-Cha (21)   |
| Romeo & Chelsie  | Waltz (28)                                      | Cha-Cha-Cha (19)                  |
| Kendra & Louis   | Samba (25)                                      | Cha-Cha-Cha & Viennese Waltz (18) |
| Chris & Cheryl   | Viennese Waltz (26)                             | Cha-Cha-Cha (19)                  |
| Petra & Dmitry   | Waltz (25)                                      | Foxtrot & Jive (18)               |
| Sugar Ray & Anna | Viennese Waltz (21)                             | Foxtrot & Jive (17)               |
| Wendy & Tony     | Quickstep (17)                                  | Cha-Cha-Cha (14)                  |
| Mike & Lacey     | Jive (17)                                       | Foxtrot (13)                      |

## Điệu nhảy, điểm số và bài hát
Bài nhảy này được Ban giám khảo mời trình diễn lại (từ tuần 3 đến 9).
     Cặp thí sinh bị loại (từ tuần 2 đến 9).
     Cặp thí sinh chiến thắng cuộc thi (tuần 10).
     Cặp thí sinh về nhì cuộc thi (tuần 10).
     Cặp thí sinh về ba cuộc thi (tuần 10).

### Tuần 1
Điểm số các thí sinh nhận được từ hội đồng giám khảo được xếp theo thứ tự từ trái sang phải như sau: Carrie Ann Inaba, Len Goodman, Bruno Tonioli.
Xếp theo thứ tự trình diễn
| Cặp thí sinh     | Điểm số    | Điệu nhảy   | Âm nhạc                                               |
| ---------------- | ---------- | ----------- | ----------------------------------------------------- |
| Chelsea & Mark   | 21 (7,7,7) | Foxtrot     | "King of Anything" — Sara Bareilles                   |
| Wendy & Tony     | 14 (5,4,5) | Cha-Cha-Cha | "I'm Every Woman" — Chaka Khan                        |
| Hines & Kym      | 21 (7,7,7) | Cha-Cha-Cha | "Club Can't Handle Me" — Flo Rida & David Guetta      |
| Petra & Dmitry   | 18 (6,6,6) | Foxtrot     | "Don't Know Why" — Norah Jones                        |
| Romeo & Chelsie  | 19 (7,6,6) | Cha-Cha-Cha | "Romeo" — Basement Jaxx                               |
| Sugar Ray & Anna | 17 (6,5,6) | Foxtrot     | "The Power of Love" — Huey Lewis & the News           |
| Kendra & Louis   | 18 (6,6,6) | Cha-Cha-Cha | "When Love Takes Over" — David Guetta & Kelly Rowland |
| Ralph & Karina   | 24 (8,8,8) | Foxtrot     | "Ain't That a Kick in the Head?" — Dean Martin        |
| Chris & Cheryl   | 19 (7,6,6) | Cha-Cha-Cha | "Should I Stay or Should I Go" — The Clash            |
| Mike & Lacey     | 13 (5,4,4) | Foxtrot     | "Cooler Than Me" — Mike Posner                        |
| Kirstie & Maks   | 23 (8,7,8) | Cha-Cha-Cha | "Forget You" — Cee Lo Green                           |

### Tuần 2
Điểm số các thí sinh nhận được từ hội đồng giám khảo được xếp theo thứ tự từ trái sang phải như sau: Carrie Ann Inaba, Len Goodman, Bruno Tonioli.
Xếp theo thứ tự trình diễn
| Cặp thí sinh     | Điểm số    | Điệu nhảy | Âm nhạc                                                           |
| ---------------- | ---------- | --------- | ----------------------------------------------------------------- |
| Sugar Ray & Anna | 17 (6,5,6) | Jive      | "Sweet Soul Music" — Arthur Conley                                |
| Kendra & Louis   | 19 (7,6,6) | Quickstep | "Gotta Work" — Amerie                                             |
| Chelsea & Mark   | 18 (6,5,7) | Jive      | "I Write Sins Not Tragedies" — Panic at the Disco                 |
| Chris & Cheryl   | 23 (8,7,8) | Quickstep | "I Got Rhythm" — Judy Garland                                     |
| Petra & Dmitry   | 18 (6,6,6) | Jive      | "Crazy Little Thing Called Love" — Queen                          |
| Kirstie & Maks   | 20 (7,6,7) | Quickstep | "Black Horse and the Cherry Tree" — KT Tunstall                   |
| Mike & Lacey     | 17 (6,5,6) | Jive      | "The Boys Are Back in Town" — Thin Lizzy                          |
| Romeo & Chelsie  | 23 (7,8,8) | Quickstep | "You're the One That I Want" — John Travolta & Olivia Newton-John |
| Wendy & Tony     | 17 (6,5,6) | Quickstep | "Do Your Thing" — Basement Jaxx                                   |
| Ralph & Karina   | 21 (7,7,7) | Jive      | "Nobody But Me" — The Human Beinz                                 |
| Hines & Kym      | 23 (8,7,8) | Quickstep | "Part-Time Lover" — Stevie Wonder                                 |

### Tuần 3
Tuần kể câu chuyện riêng (Personal Story Week)
Điểm số các thí sinh nhận được từ hội đồng giám khảo được xếp theo thứ tự từ trái sang phải như sau: Carrie Ann Inaba, Len Goodman, Bruno Tonioli.
Xếp theo thứ tự trình diễn
| Cặp thí sinh     | Điểm số    | Điệu nhảy   | Âm nhạc                                    |
| ---------------- | ---------- | ----------- | ------------------------------------------ |
| Wendy & Tony     | 15 (5,5,5) | Foxtrot     | "Last Night a D.J. Saved My Life" — Indeep |
| Chelsea & Mark   | 23 (7,8,8) | Cha-Cha-Cha | "Chelsea" — The Summer Set                 |
| Chris & Cheryl   | 21 (7,7,7) | Rumba       | "Let It Be" — The Beatles                  |
| Kendra & Louis   | 23 (8,7,8) | Rumba       | "You and Me" — Musiq Soulchild             |
| Romeo & Chelsie  | 20 (7,6,7) | Rumba       | "I'll Be There" — The Jackson 5            |
| Hines & Kym      | 25 (9,8,8) | Samba       | "Fantasy" — Earth, Wind and Fire           |
| Petra & Dmitry   | 25 (8,9,8) | Waltz       | "You Raise Me Up" — Josh Groban            |
| Sugar Ray & Anna | 20 (7,6,7) | Paso Doble  | "My Prerogative" — Bobby Brown             |
| Kirstie & Maks   | 21 (7,7,7) | Rumba       | "Over the Rainbow" — Israel Kamakawiwo'ole |
| Ralph & Karina   | 21 (7,7,7) | Rumba       | "Stay Gold" — Stevie Wonder                |

- Chris thi nhảy dưới cái tên thật của anh ấy, Irvine.

### Tuần 4
Tuần nhạc cổ điển (Classical Week)
Điểm số các thí sinh nhận được từ hội đồng giám khảo được xếp theo thứ tự từ trái sang phải như sau: Carrie Ann Inaba, Len Goodman, Bruno Tonioli.
Xếp theo thứ tự trình diễn
| Cặp thí sinh     | Điểm số    | Điệu nhảy      | Âm nhạc                                           |
| ---------------- | ---------- | -------------- | ------------------------------------------------- |
| Romeo & Chelsie  | 23 (7,8,8) | Paso Doble     | "Palladio, First Movement" — Karl Jenkins         |
| Kendra & Louis   | 18 (6,6,6) | Viennese Waltz | "Con te partirò" — Andrea Bocelli                 |
| Sugar Ray & Anna | 21 (7,7,7) | Viennese Waltz | "Waltz of the Flowers" — Pyotr Ilyich Tchaikovsky |
| Petra & Dmitry   | 23 (8,7,8) | Paso Doble     | "March of the Toreadors" — Georges Bizet          |
| Ralph & Karina   | 25 (8,8,9) | Waltz          | "Romeo and Juliet" — Nino Rota                    |
| Hines & Kym      | 25 (9,8,8) | Paso Doble     | "Explosive / Adagio for Strings" — Bond           |
| Chelsea & Mark   | 26 (9,8,9) | Viennese Waltz | "Hedwig's Theme" — John Williams                  |
| Chris & Cheryl   | 23 (8,7,8) | Paso Doble     | "I Dovregubbens Hall" — Edvard Grieg              |
| Kirstie & Maks   | 22 (7,7,8) | Waltz          | "The Flower Duet" — Léo Delibes                   |

### Tuần 5
Tuần Mỹ (American Week)
Điểm số các thí sinh nhận được từ hội đồng giám khảo được xếp theo thứ tự từ trái sang phải như sau: Carrie Ann Inaba, Len Goodman, Bruno Tonioli.
Xếp theo thứ tự trình diễn
| Cặp thí sinh    | Điểm số    | Điệu nhảy      | Âm nhạc                                   |
| --------------- | ---------- | -------------- | ----------------------------------------- |
| Ralph & Karina  | 22 (8,7,7) | Samba          | "Sweet Home Alabama" — Lynyrd Skynyrd     |
| Chris & Cheryl  | 26 (9,8,9) | Viennese Waltz | "America the Beautiful" — Whitney Houston |
| Petra & Dmitry  | 22 (7,7,8) | Quickstep      | "Viva Las Vegas" — Elvis Presley          |
| Romeo & Chelsie | 26 (9,8,9) | Foxtrot        | "New York, New York" — Frank Sinatra      |
| Hines & Kym     | 27 (9,9,9) | Rumba          | "God Bless The USA" — Lee Greenwood       |
| Kirstie & Maks  | 23 (8,7,8) | Foxtrot        | "American Woman" — The Guess Who          |
| Kendra & Louis  | 22 (8,7,7) | Foxtrot        | "Yankee Doodle Dandy" — James Cagney      |
| Chelsea & Mark  | 26 (9,8,9) | Samba          | "Party in the U.S.A." — Miley Cyrus       |

- Kendra & Louis đã trình diễn bài thi thứ 1000 của chương trình trong tuần này.

### Tuần 6
Tuần "thư giãn có trách nhiệm" (Guilty Pleasure Week)
Điểm số các thí sinh nhận được từ hội đồng giám khảo được xếp theo thứ tự từ trái sang phải như sau: Carrie Ann Inaba, Len Goodman, Bruno Tonioli.
Xếp theo thứ tự trình diễn
| Cặp thí sinh    | Điểm số     | Điệu nhảy      | Âm nhạc                                                          |
| --------------- | ----------- | -------------- | ---------------------------------------------------------------- |
| Kirstie & Maks  | 26 (8,9,9)  | Samba          | "...Baby One More Time" — Britney Spears                         |
| Chris & Cheryl  | 22 (7,8,7)  | Tango          | "Don't Stop Believin'" — Journey                                 |
| Romeo & Chelsie | 28 (10,9,9) | Waltz          | "My Heart Will Go On" — Celine Dion                              |
| Chelsea & Mark  | 28 (10,9,9) | Quickstep      | "Walkin' on Sunshine" — Katrina and the Waves                    |
| Kendra & Louis  | 25 (8,8,9)  | Samba          | "Livin' la Vida Loca" — Ricky Martin                             |
| Hines & Kym     | 27 (9,9,9)  | Viennese Waltz | "End of the Road" — Boyz II Men                                  |
| Ralph & Karina  | 24 (8,8,8)  | Paso Doble     | "Gonna Make You Sweat (Everybody Dance Now)" — C+C Music Factory |

- Romeo & Chelsie và Chelsea & Mark đã nhận được điểm 10 đầu tiên của mùa giải trong tuần này.
- Hanson đã tham gia vào chương trình với vai trò nhạc sĩ khách mời và ban nhạc cho đêm thi.

### Tuần 7
Tuần Ballroom (Ballroom Greats Week)
Điểm số các thí sinh nhận được từ hội đồng giám khảo được xếp theo thứ tự từ trái sang phải như sau: Donnie Burns, Carrie Ann Inaba, Len Goodman, Bruno Tonioli.
Xếp theo thứ tự trình diễn
| Cặp thí sinh                                  | Điểm số       | Điệu nhảy   | Âm nhạc                                             |
| --------------------------------------------- | ------------- | ----------- | --------------------------------------------------- |
| Chelsea & Mark Ralph & Karina Romeo & Chelsie | 30 (8,8,7,7)  | Cha-Cha-Cha | "Born This Way" — Lady Gaga                         |
| Hines & Kym Kirstie & Maks Kendra & Louis     | 30 (7,7,8,8)  | Cha-Cha-Cha | "We R Who We R" — Ke$ha                             |
| Chelsea & Mark                                | 34 (8,9,8,9)  | Paso Doble  | "Ghosts 'N Stuff" — Deadmau5 hát với Rob Swire      |
| Kendra & Louis                                | 31 (8,8,7,8)  | Tango       | "Jealousy" — Billy Fury                             |
| Kirstie & Maks                                | 30 (9,7,6,8)  | Jive        | "La Bamba" — Ritchie Valens                         |
| Ralph & Karina                                | 36 (10,9,8,9) | Quickstep   | "Pencil Full Of Lead" — Paolo Nutini                |
| Hines & Kym                                   | 36 (9,9,8,10) | Tango       | "Tango Misterioso" — Pedro Gomez                    |
| Romeo & Chelsie                               | 30 (7,8,7,8)  | Samba       | "Say Hey (I Love You)" — Michael Franti & Spearhead |

- Donnie Burns đã tham gia chương trình với vai trò giám khảo khách mời.
- Shirley Ballas và Luca Baricchi đã giúp đỡ các thí sinh ở phần thi Latin và Ballroom của họ, theo thứ tự.

### Tuần 8
Tuần biên đạo bất chợt (Instant Choreography Week)
Điểm số các thí sinh nhận được từ hội đồng giám khảo được xếp theo thứ tự từ trái sang phải như sau: Carrie Ann Inaba, Len Goodman, Bruno Tonioli.
Xếp theo thứ tự trình diễn
| Cặp thí sinh    | Điểm số      | Điệu nhảy       | Âm nhạc                                         |
| --------------- | ------------ | --------------- | ----------------------------------------------- |
| Chelsea & Mark  | 29 (10,9,10) | Waltz           | "My Love" — Sia                                 |
| Chelsea & Mark  | 26 (8,9,9)   | Salsa           | "Get Busy" — Sean Paul                          |
| Hines & Kym     | 28 (9,9,10)  | Foxtrot         | "This Will Be" — Natalie Cole                   |
| Hines & Kym     | 26 (9,9,8)   | Jive            | "Chantilly Lace" — Jerry Lee Lewis              |
| Romeo & Chelsie | 27 (9,9,9)   | Tango           | "Hold It Against Me" — Britney Spears           |
| Romeo & Chelsie | 25 (8,9,8)   | Salsa           | "Tequila" — Xavier Cugat                        |
| Ralph & Karina  | 25 (8,8,9)   | Viennese Waltz  | "Maybe I, Maybe You" — Scorpions                |
| Ralph & Karina  | 21 (7,7,7)   | Cha-Cha-Cha     | "Stuck in the Middle With You" — Stealers Wheel |
| Kirstie & Maks  | 28 (9,9,10)  | Argentine Tango | "Cite Tango" — Ástor Piazzolla                  |
| Kirstie & Maks  | 25 (8,9,8)   | Salsa           | "Cobrastyle" — Teddybears hát với Mad Cobra     |

- Các cặp thí sinh có 20 phút để chuẩn bị cho bài nhảy bất chợt. Họ nhận bài hát của mình ngay sau khi nhận kết quả của bài nhảy thứ nhất.

### Tuần 9
Điểm số các thí sinh nhận được từ hội đồng giám khảo được xếp theo thứ tự từ trái sang phải như sau: Carrie Ann Inaba, Len Goodman, Bruno Tonioli.
Xếp theo thứ tự trình diễn
| Cặp thí sinh   | Điểm số       | Điệu nhảy       | Âm nhạc                                 |
| -------------- | ------------- | --------------- | --------------------------------------- |
| Ralph & Karina | 25 (8,9,8)    | Argentine Tango | "Violentango" — Astor Piazzola          |
| Ralph & Karina | 23 (8,7,8)    | Salsa           | "I Know You Want Me" — Pitbull          |
| Kirstie & Maks | 27 (9,9,9)    | Viennese Waltz  | "One and Only" — Adele                  |
| Kirstie & Maks | 27 (9,9,9)    | Paso Doble      | "White Room" — Cream                    |
| Chelsea & Mark | 28 (9,9,10)   | Argentine Tango | "Assassin's Tango" — John Powell        |
| Chelsea & Mark | 30 (10,10,10) | Rumba           | "Eyes on Fire" — Blue Foundation        |
| Hines & Kym    | 30 (10,10,10) | Argentine Tango | "Perhaps, Perhaps, Perhaps" — Doris Day |
| Hines & Kym    | 30 (10,10,10) | Salsa           | "Hello" — The Cat Empire                |

Người chiến thắng trong vũ điệu Cha-Cha-Cha (Winner Take All Cha-Cha-Cha)
| Cặp thí sinh (đấu với nhau)               | Quyết định của giám khảo | Âm nhạc                                                                    |
| ----------------------------------------- | ------------------------ | -------------------------------------------------------------------------- |
| Hines & Kym (1) với Ralph & Karina (4)    | Hines & Kym (1)          | "Boogie Shoes" — KC and the Sunshine Band "Mustang Sally" — Wilson Pickett |
| Chelsea & Mark (2) với Kirstie & Maks (3) | Chelsea & Mark(2)        | "Makes Me Wonder" — Maroon 5 "Walkin' On The Sun" — Smash Mouth            |
| Hines & Kym (1) với Chelsea & Mark (2)    | Chelsea & Mark (2)       | "Just Dance" — Lady Gaga hát với Colby O'Donis                             |

### Tuần 10
Điểm số các thí sinh nhận được từ hội đồng giám khảo được xếp theo thứ tự từ trái sang phải như sau: Carrie Ann Inaba, Len Goodman, Bruno Tonioli.
Xếp theo thứ tự trình diễn (Đêm 1)
| Cặp thí sinh   | Điểm số       | Điệu nhảy | Âm nhạc                                                | Giám khảo giúp đỡ |
| -------------- | ------------- | --------- | ------------------------------------------------------ | ----------------- |
| Chelsea & Mark | 29 (10,9,10)  | Samba     | "Hip Hip Chin Chin" — Club Des Belugas                 | Carrie Ann Inaba  |
| Chelsea & Mark | 30 (10,10,10) | Freestyle | "Latinos" — Proyecto Uno                               | Carrie Ann Inaba  |
| Kirstie & Maks | 27 (9,9,9)    | Samba     | "Magalenha" — Sérgio Mendes                            | Bruno Tonioli     |
| Kirstie & Maks | 27 (9,9,9)    | Freestyle | "Perfect" — Pink                                       | Bruno Tonioli     |
| Hines & Kym    | 29 (10,9,10)  | Quickstep | "Puttin' On The Ritz" — Irving Berlin                  | Len Goodman       |
| Hines & Kym    | 30 (10,10,10) | Freestyle | "Dancing Machine" và "I Want You Back" — The Jackson 5 | Len Goodman       |

Xếp theo thứ tự trình diễn (Đêm 2)
Màn trình diễn của những cặp thí sinh đã bị loại
| Thứ tự | Cặp thí sinh                                         | Điệu nhảy   | Âm nhạc                                                                           |
| ------ | ---------------------------------------------------- | ----------- | --------------------------------------------------------------------------------- |
| 1      | Mike & Lacey                                         | Cha-Cha-Cha | "Unbelievable" — EMF                                                              |
| 2      | Petra & Dmitry                                       | Waltz       | "You Raise Me Up" — Josh Groban                                                   |
| 3      | Kendra & Louis (với Dmitry, Tony, Teddy và Tristan)  | Samba       | "Livin' la Vida Loca" — Ricky Martin                                              |
| 4      | Sugar Ray & Anna Chris & Cheryl                      | Paso Doble  | "My Prerogative" — Bobby Brown "Let It Rock" — Kevin Rudolf hợp tác với Lil Wayne |
| 5      | Romeo & Chelsea (với dàn hợp xướng gồm 20 thiếu nhi) | Waltz       | "Greatest Love of All" — Whitney Houston                                          |
| 6      | Ralph & Karina                                       | Quickstep   | "Pencil Full Of Lead" — Paolo Nutini                                              |

Phần thi cuối cùng
| Cặp thí sinh   | Điểm số       | Điệu nhảy      | Âm nhạc                           |
| -------------- | ------------- | -------------- | --------------------------------- |
| Chelsea & Mark | 30 (10,10,10) | Viennese Waltz | "Hedwig's Theme" — John Williams  |
| Kirstie & Maks | 30 (10,10,10) | Cha-Cha-Cha    | "Forget You" — Cee Lo Green       |
| Hines & Kym    | 30 (10,10,10) | Samba          | "Fantasy" — Earth, Wind, and Fire |

## Thứ tự gọi tên
Đây là bảng ghi thứ tự tên các cặp thí sinh được gọi tên an toàn và bị loại của hai người dẫn chương trình Bergeron và Burke
| STT | 1+2              | 3                | 4                | 5               | 6               | 7               | 8               | 9              | 10             |
| --- | ---------------- | ---------------- | ---------------- | --------------- | --------------- | --------------- | --------------- | -------------- | -------------- |
| 1   | Hines & Kym      | Hines & Kym      | Ralph & Karina   | Hines & Kym     | Chelsea & Mark  | Hines & Kym     | Hines & Kym     | Chelsea & Mark | Hines & Kym    |
| 2   | Chris & Cheryl   | Sugar Ray & Anna | Hines & Kym      | Chelsea & Mark  | Romeo & Chelsie | Ralph & Karina  | Kirstie & Maks  | Hines & Kym    | Kirstie & Maks |
| 3   | Ralph & Karina   | Romeo & Chelsie  | Chris & Cheryl   | Romeo & Chelsie | Hines & Kym     | Romeo & Chelsie | Chelsea & Mark  | Kirstie & Maks | Chelsea & Mark |
| 4   | Kirstie & Maks   | Petra & Dmitry   | Romeo & Chelsie  | Ralph & Karina  | Kirstie & Maks  | Kirstie & Maks  | Ralph & Karina  | Ralph & Karina |                |
| 5   | Chelsea & Mark   | Chelsea & Mark   | Kirstie & Maks   | Kendra & Louis  | Kendra & Louis  | Chelsea & Mark  | Romeo & Chelsie |                |                |
| 6   | Romeo & Chelsie  | Ralph & Karina   | Kendra & Louis   | Kirstie & Maks  | Ralph & Karina  | Kendra & Louis  |                 |                |                |
| 7   | Kendra & Louis   | Kirstie & Maks   | Petra & Dmitry   | Chris & Cheryl  | Chris & Cheryl  |                 |                 |                |                |
| 8   | Petra & Dmitry   | Kendra & Louis   | Chelsea & Mark   | Petra & Dmitry  |                 |                 |                 |                |                |
| 9   | Wendy & Tony     | Chris & Cheryl   | Sugar Ray & Anna |                 |                 |                 |                 |                |                |
| 10  | Sugar Ray & Anna | Wendy & Tony     |                  |                 |                 |                 |                 |                |                |
| 11  | Mike & Lacey     |                  |                  |                 |                 |                 |                 |                |                |

     Cặp thí sinh có số điểm cao nhất từ Hội đồng giám khảo trong tuần.
     Cặp thí sinh có số điểm cao nhất từ Hội đồng giám khảo trong tuần và được mời trình diễn lại bài nhảy của mình.
     Cặp thí sinh được mời trình diễn lại bài nhảy của mình.
     Cặp thí sinh có số điểm thấp nhất từ Hội đồng giám khảo trong tuần nhưng được mời trình diễn lại bài nhảy của mình.
     Cặp thí sinh có số điểm thấp nhất từ Hội đồng giám khảo trong tuần.
     Cặp thí sinh có số điểm thấp nhất từ Hội đồng giám khảo trong tuần và bị loại.
     Cặp thí sinh bị loại.
     Cặp thí sinh chiến thắng cuộc thi.
     Cặp thí sinh về nhì cuộc thi.
     Cặp thí sinh về ba cuộc thi.
- Hines & Kym là cặp thí sinh duy nhất được gọi tên an toàn đầu tiên đến 6 lần trên tổng số 8 tuần có người bị loại. Con số này lớn hơn của bất kỳ cặp thí sinh nào trước đây.

## Lịch diễn
- Tuần 1: Cha-Cha-Cha hoặc Foxtrot
- Tuần 2: Jive hoặc Quickstep
- Tuần 3: Tuần kể câu chuyện riêng (Personal Story Week) - Một điệu nhảy chưa học
- Tuần 4: Tuần nhạc cổ điển (Classical Week) - Paso Doble, Viennese Waltz hoặc Waltz
- Tuần 5: Tuần Mỹ (American Week) - Một điệu nhảy chưa học
- Tuần 6: Tuần "thư giãn có trách nhiệm" (Guilty Pleasure Week) - Một điệu nhảy chưa học
- Tuần 7: Tuần Ballroom (Ballroom Greats Week) - Thử thách thi nhảy theo đội điệu Cha-Cha-Cha & Một điệu nhảy chưa học
- Tuần 8: Tuần biên đạo bất chợt (Instant Choreography Week) - Một điệu nhảy Ballroom chưa học & Bài nhảy Latin bất chợt
- Tuần 9: Hai điệu nhảy chưa học (một điệu Ballroom và một điệu Latin) & Phần thi "Người chiến thắng trong vũ điệu Cha-Cha-Cha (Winner Take All Cha-Cha-Cha)"
- Chung kết (Đêm 1): Lựa chọn của giám khảo & Freestyle
- Chung kết (Đêm 2): Màn trình diễn của những cặp thí sinh đã bị loại & Điệu nhảy yêu thích của mùa giải

## Bảng thống kê các bài nhảy
| Cặp thí sinh     | 1           | 2         | 3           | 4              | 5              | 6              | 7           | 7          | 8               | 8           | 9               | 9          | 9           | 10        | 10        | 10                            |
| ---------------- | ----------- | --------- | ----------- | -------------- | -------------- | -------------- | ----------- | ---------- | --------------- | ----------- | --------------- | ---------- | ----------- | --------- | --------- | ----------------------------- |
| Hines & Kym      | Cha-Cha-Cha | Quickstep | Samba       | Paso Doble     | Rumba          | Viennese Waltz | Cha-Cha-Cha | Tango      | Foxtrot         | Jive        | Argentine Tango | Salsa      | Cha-Cha-Cha | Quickstep | Freestyle | Samba                         |
| Kirstie & Maks   | Cha-Cha-Cha | Quickstep | Rumba       | Waltz          | Foxtrot        | Samba          | Cha-Cha-Cha | Jive       | Argentine Tango | Salsa       | Viennese Waltz  | Paso Doble | Cha-Cha-Cha | Samba     | Freestyle | Cha-Cha-Cha                   |
| Chelsea & Mark   | Foxtrot     | Jive      | Cha-Cha-Cha | Viennese Waltz | Samba          | Quickstep      | Cha-Cha-Cha | Paso Doble | Waltz           | Salsa       | Argentine Tango | Rumba      | Cha-Cha-Cha | Samba     | Freestyle | Viennese Waltz                |
| Ralph & Karina   | Foxtrot     | Jive      | Rumba       | Waltz          | Samba          | Paso Doble     | Cha-Cha-Cha | Quickstep  | Viennese Waltz  | Cha-Cha-Cha | Argentine Tango | Salsa      | Cha-Cha-Cha |           |           | Quickstep                     |
| Romeo & Chelsie  | Cha-Cha-Cha | Quickstep | Rumba       | Paso Doble     | Foxtrot        | Waltz          | Cha-Cha-Cha | Samba      | Tango           | Salsa       |                 |            |             |           |           | Waltz                         |
| Kendra & Louis   | Cha-Cha-Cha | Quickstep | Rumba       | Viennese Waltz | Foxtrot        | Samba          | Cha-Cha-Cha | Tango      |                 |             |                 |            |             |           |           | Samba                         |
| Chris & Cheryl   | Cha-Cha-Cha | Quickstep | Rumba       | Paso Doble     | Viennese Waltz | Tango          |             |            |                 |             |                 |            |             |           |           | Paso Doble                    |
| Petra & Dmitry   | Foxtrot     | Jive      | Waltz       | Paso Doble     | Quickstep      |                |             |            |                 |             |                 |            |             |           |           | Waltz                         |
| Sugar Ray & Anna | Foxtrot     | Jive      | Paso Doble  | Viennese Waltz |                |                |             |            |                 |             |                 |            |             |           |           | Paso Doble                    |
| Wendy & Tony     | Cha-Cha-Cha | Quickstep | Foxtrot     |                |                |                |             |            |                 |             |                 |            |             |           |           | Có xuất hiện nhưng không nhảy |
| Mike & Lacey     | Foxtrot     | Jive      |             |                |                |                |             |            |                 |             |                 |            |             |           |           | Cha-Cha-Cha                   |

     Điệu vũ có điểm số cao nhất
     Điệu vũ có điểm số thấp nhất
     Trình diễn nhưng không chấm điểm

## Màn trình diễn của các khách mời ở đêm kết quả
| Ngày - tuần       | Nghệ sĩ                                 | Bài hát                                                                          | Vũ công                                                                |
| ----------------- | --------------------------------------- | -------------------------------------------------------------------------------- | ---------------------------------------------------------------------- |
| 29/3/2011 Tuần 2  | Chris Brown                             | "Yeah 3x"                                                                        | Các vũ công của Brown                                                  |
| 29/3/2011 Tuần 2  | Chris Brown                             | "Forever"/"Beautiful People"                                                     | Các vũ công của Brown                                                  |
| 5/4/2011 Tuần 3   | OneRepublic                             | "Good Life"                                                                      | Dmitry Chaplin & Lacey Schwimmer                                       |
| 5/4/2011 Tuần 3   | OneRepublic                             | "All the Right Moves"                                                            | Nhóm nhảy của DWTS                                                     |
| 5/4/2011 Tuần 3   | Selena Gomez & the Scene                | "Who Says"                                                                       | Mark Ballas & Chelsie Hightower                                        |
| 12/4/2011 Tuần 4  | David Garrett                           | "Walk This Way"                                                                  | Nhóm nhảy của DWTS                                                     |
| 12/4/2011 Tuần 4  | Jennifer Hudson                         | "Don't Look Down"                                                                | Louis Van Amstel & Karina Smirnoff                                     |
| 12/4/2011 Tuần 4  | Jennifer Hudson                         | "Feeling Good"                                                                   | Ashleigh Di Lello, Ryan Di Lello, Snejana Petrova & Damian Whitewood   |
| 19/4/2011 Tuần 5  | Toby Keith                              | "Should've Been a Cowboy"                                                        | Maksim Chmerkovskiy, Lacey Schwimmer & Nhóm nhảy của DWTS              |
| 19/4/2011 Tuần 5  | Toby Keith                              | "American Soldier"                                                               | Jonathan Roberts & Anna Trebunskaya                                    |
| 26/4/2011 Tuần 6  | Hanson                                  | "MMMBop" (đã trình diễn ở phần mở đầu của đêm thi ngày 25/4/2011)                | Tony Dovolani, Lacey Schwimmer & Nhóm nhảy của DWTS                    |
| 26/4/2011 Tuần 6  | Hanson                                  | "Give A Little" (đã trình diễn ở phần mời đầu bài "Road to the Finals" đặc biệt) | Nhóm nhảy của DWTS                                                     |
| 26/4/2011 Tuần 6  | New Kids on the Block & Backstreet Boys | "Don't Turn Out the Lights"                                                      | Tony Dovolani, Lacey Schwimmer & Nhóm nhảy của DWTS                    |
| 26/4/2011 Tuần 6  | Backstreet Boys & New Kids on the Block | "I Want It That Way"/"Step by Step"                                              | Peta Murgatroyd, Anna Trebunskaya, Joey McIntyre & Donnie Wahlberg     |
| 26/4/2011 Tuần 6  | Pia Toscano                             | "I'll Stand By You"                                                              | Mark Ballas & Karina Smirnoff                                          |
| 3/5/2011 Tuần 7   | Nicki Minaj                             | "Moment 4 Life"                                                                  | Chelsie Hightower, Kiki Nyemchek, Sonny Pederson & Lacey Schwimmer     |
| 3/5/2011 Tuần 7   | Priscilla Ahn                           | "Dream"                                                                          | Patricia Zhou                                                          |
| 3/5/2011 Tuần 7   | James Blunt                             | "I'll Be Your Man"                                                               | Dasha Chesnokova & Val Chmerkovskiy                                    |
| 10/5/2011 Tuần 8  | Adele                                   | "Rolling in the Deep"                                                            | Travis Wall, Nick Lazzarini, Jaimie Goodwin & Chantel Aguirre          |
| 10/5/2011 Tuần 8  | Delta Goodrem (thay thế cho Adele)      | "Natural Woman"                                                                  | Cheryl Burke & Louis Van Amstel                                        |
| 10/5/2011 Tuần 8  | Michael Bolton & Delta Goodrem          | "I'm Not Ready"                                                                  | Dmitry Chaplin & Anna Trebunskaya                                      |
| 17/5/2011 Tuần 9  | Stevie Nicks                            | "Secret Love"                                                                    | Dmitry Chaplin, Anna Trebunskaya, Peta Murgatroyd & Damian Whitewood   |
| 17/5/2011 Tuần 9  | Stevie Nicks                            | "Landslide"                                                                      | Cheryl Burke & Tony Dovolani                                           |
| 17/5/2011 Tuần 9  | Pitbull hát với Ne-Yo & Nayer           | "Give Me Everything"                                                             | Các vũ công của Pitbull                                                |
| 24/5/2011 Tuần 10 | The Black Eyed Peas                     | "Don't Stop the Party"                                                           | Các vũ công của The Black Eyed Peas                                    |
| 24/5/2011 Tuần 10 | The Go-Go's                             | "We Got the Beat"                                                                | Maksim Chmerkovskiy, Lacey Schwimmer, Cheryl Burke & Chelsie Hightower |
| 24/5/2011 Tuần 10 | Sara Evans                              | "A Little Bit Stronger"                                                          | không có ai                                                            |

## Nhóm nhảy
Nhóm nhảy gồm có tất cả sáu vũ công:
- Oksana Dmyrenko
- Tristan MacManus [7]
- Peta Murgatroyd
- Kiki Nyemchek
- Nicole Volynets
- Ted Volynets [8]

## Những màn trình diễn đặc biệt
Những màn trình diễn đặc biệt được trực tiếp vào Thứ Ba lúc 08:00 và được dẫn bởi Tom Bergeron.
Những bài nhảy Freestyle đã được trình chiếu lại - ngày 17/5/2011: Brooke Burke (nhà vô địch mùa 7, hiện đương giữ vai trò phụ dẫn chương trình), Apolo Anton Ohno (nhà vô địch mùa giải 4), Donny Osmond (nhà vô địch mùa giải 9) và Warren Sapp (về nhì ở mùa giải 7) đã trở lại khán phòng để bộc lộ về màu sắc cá nhân đáng nhớ của trong bài nhảy đó. Ngoài ra, những chuyên nghiệp và nhóm nhảy của "DWTS" còn thực hiện hai bài freestyle gồm một số bài nhạc freestyle hay trước đây từng được thí sinh sử dụng để thi. Nhà vô địch mùa giải 2 Drew Lachey và Cheryl Burke cũng sẽ trở lại để trình diễn bài nhảy freestyle được yêu thích của họ, "Save a Horse, Ride a Cowboy"

## Macy's Stars of Dance (MSOD)
Ngày 19/4/2011, một bài nhảy của MSOD  đã được biên đạo bởi Jamal Sims (người từng biên đạo cho Step Up, Footloose và SYTYCD). Với sự góp mặt của các vũ công Jamal Sims, Kayla Radomski, Ashlee Nino, và Paula Van Oppen.  Lưu trữ ngày 25 tháng 4 năm 2011 tại Wayback Machine

## Lượng người xem
Mùa 12 là mùa được xem nhiều nhất của DWTS, và rất nhiều tập là những chương trình được xem nhiều nhất ở Hoa Kỳ trong tuần. Chương trình cùng với "Modern Family, một bộ phim sitcom cũng phát sóng trên ABC, đứng vị trí thứ 5 trong những chương trình dành cho khán giả từ 18-49 tuổi, và được vị trí thứ 3 trên bảng xếp hạng của tất cả các mùa giải.
Sau đây là thống kê lượng người xem dựa trên Nielsen Media Research:
| Tuần | Số người xem (triệu) | Số người xem (triệu) |
| Tuần | Đêm trình diễn       | Đêm kết quả          |
| ---- | -------------------- | -------------------- |
| 1    | 22.66                | không có đêm kết quả |
| 2    | 22.77                | 19.30                |
| 3    | 21.83                | 16.09                |
| 4    | 20.93                | 15.96                |
| 5    | 20.09                | 16.31                |
| 6    | 22.38                | 18.28                |
| 7    | 21.40                | 16.06                |
| 8    | 20.74                | 17.54                |
| 9    | 21.67                | 18.11                |
| 10   | 22.86                | 20.97                |